# Afroamerikansk engelska
Afroamerikansk engelska (engelska: African-American (Vernacular) English, Black (Vernacular) English, Ebonics) är en varietet (dialekt, etnolekt och sociolekt) av amerikansk engelska. Afroamerikansk engelska har många likheter med den amerikanska engelska som talas i södra USA, både till uttal och grammatik, men talas av många svarta i hela landet. Viss afroamerikansk engelska har också vissa likheter med engelskbaserade kreolspråk och med västafrikanska språk.
Användandet av språkformen inom skolan har varit mycket omtvistad.
Afroamerikansk engelska har populariserats genom hiphop- och rapmusik och anammas i begränsad utsträckning även av den icke-svarta amerikanska befolkningen. Rapparen Big L har gjort en låt populär inom hip hop-kulturen som radar upp slangord som används inom ebonics och detta är även namnet på låten. Namnet "ebonics" kommer av orden "ebony" (ebenholts) och "phonetics" (fonetik) och myntades av forskaren Robert Williams 1973.